# Operațiunea Anvil (test nuclear)
Operațiunea Anvil a fost o serie de 22 de teste nucleare efectuate la Poligonul din Nevada între 1975 și 1976. Aceste teste au fost după testele din seria Bedrock (1974 - 1975) și înainte de testele din Operațiunea Fulcrum (1976 - 1977).

## Testeindividuale
| Nume      | Data              | Locație              | Randament         |  | Nume        | Data              | Locație              | Randament         |
| --------- | ----------------- | -------------------- | ----------------- |  | ----------- | ----------------- | -------------------- | ----------------- |
| MARSH     | 6 septembrie 1975 | Poligonul din Nevada | < 20 kilotone     |  | CHESHIRE    | 14 februarie 1976 | Poligonul din Nevada | 0,2 - 0,5 mt      |
| HUSKY PUP | 24 octombrie 1975 | Poligonul din Nevada | < 20 kilotone     |  | SHALLOWS    | 26 februarie 1976 | Poligonul din Nevada | < 20 kilotone     |
| KASSERI   | 28 octombrie 1975 | Poligonul din Nevada | 0,2 - 1,0 mt      |  | ESTUARY     | 9 martie 1976     | Poligonul din Nevada | 0,2 - 0,5 mt      |
| DECK      | 18 noiembrie 1975 | Poligonul din Nevada | < 20 kilotone     |  | COLBY       | 14 martie 1976    | Poligonul din Nevada | 0,5 - 1 mt        |
| INLET     | 20 noiembrie 1975 | Poligonul din Nevada | 0,2 - 1 mt        |  | POOL        | 17 martie 1976    | Poligonul din Nevada | 0,2 - 0,5 mt      |
| LEYDEN    | 26 noiembrie 1975 | Poligonul din Nevada | < 20 kilotone     |  | STRAIT      | 17 martie 1976    | Poligonul din Nevada | 0,2 - 0,5 mt      |
| CHIBERTA  | 20 decembrie 1975 | Poligonul din Nevada | 20 - 200 kilotone |  | MIGHTY EPIC | 12 mai 1976       | Poligonul din Nevada | < 20 kilotone     |
| MUENSTER  | 3 ianuarie 1976   | Poligonul din Nevada | 0,2 - 1 mt        |  | RIVOLI      | 20 mai 1976       | Poligonul din Nevada | < 20 kilotone     |
| KEELSON   | 4 februarie 1976  | Poligonul din Nevada | 20 - 200 kilotone |  | BILLET      | 27 iulie 1976     | Poligonul din Nevada | 20 - 150 kilotone |
| ESROM     | 4 februarie 1976  | Poligonul din Nevada | 20 - 200 kilotone |  | BANON       | 26 august 1976    | Poligonul din Nevada | 20 - 150 kilotone |
| FONTINA   | 12 februarie 1976 | Poligonul din Nevada | 0,2 - 1 mt        |  |             |                   |                      |                   |